# Papa Donus
Papa Donus   (Roma, valor desconegut - Roma, 14 d'abril de 678) va ser papa de l'Església Catòlica del 676 al 678.

## Biografia
Va néixer a Roma, però se'n desconeix la data. Se sap que era fill d'un romà anomenat Mauricius.
Va ser consagrat el 2 de novembre del 676, successor de Deodat II. Durant el seu breu pontificat, l'absència de conflictes amb l'emperador romà d'Orient li va permetre l'embelliment arquitectònic de Roma, destacant el pavimentat dels voltants de la Basílica de San Pere.
Va destacar per promoure la restauració d'esglésies, com la de Santa Eufèmia i potser també la de Sant Pau Extramurs, així com una altra petita que marcava el lloc des d'on Sant Pere i Sant Pau s'havien encaminat al martiri. També va incentivar els bisbes de Trèveris (Alemanya) i de Cambridge (Anglaterra) perquè donessin suport a les escoles que s'havien fundat en les seves diòcesis.
Va aconseguir acabar amb el cisma obert a Ravenna, per la pretensió del seu arquebisbe que volia una autonomia total, i va acabar pràcticament amb l'heretgia monotelista que ja no comptava amb el suport de l'emperador Constantí IV.
Va morir l'11 d'abril del 678 i va ser enterrat a la Basílica de Sant Pere del Vaticà.